# Brandpunt (meetkunde)
Verschillende meetkundige krommen, dat kunnen vlakke krommen en ruimtekrommen zijn, hebben een brandpunt. Een brandpunt is een punt binnen de kromme waar alle lichtstralen of geluidsgolven, die op de kromme invallen en erdoor worden gereflecteerd, doorheen komen, vandaar de naam brandpunt. Kegelsneden kunnen met behulp van het brandpunt of van de twee brandpunten binnen de kromme worden gedefinieerd.

## Ellips

tuinmansellips

Een ellips is de meetkundige plaats van punten waarvoor geldt dat de som van de afstanden tot twee brandpunten een vaste waarde heeft.
Zijn F en F' de brandpunten van een ellips, dan heten de lijnen PF en PF' de brandpuntsvoerstralen van een punt P op de ellips. De bissectrices van de hoek tussen de brandpuntsvoerstalen zijn de normaal en de raaklijn aan de ellips in punt P. Licht- en geluidsstralen die uitgaan van het ene brandpunt en aan de ellips gereflecteerd worden, concentreren zich in het andere brandpunt.

## Hyperbool

Hyperbool: verschil van de afstanden PF en PF' is constant

Een hyperbool is de verzameling punten waarvoor geldt dat het verschil van de afstanden tot twee gekozen punten, de brandpunten, een vaste waarde heeft. 
Zijn F en F' de brandpunten van een hyperbool, dan heten de lijnen PF en PF' de brandpuntsvoerstralen van een punt P op de hyperbool. De bissectrices van de hoek tussende brandpuntsvoerstalen zijn de normaal en de raaklijn aan de hyperbool in punt P. Stralen uit een van de brandpunten lijken na reflectie aan de hyperbool afkomstig te zijn uit het andere brandpunt. 

## Parabool

Parabool: afstand van P tot F = afstand van P tot d

Een parabool is de meetkundige plaats van punten waarvoor geldt dat  de afstand tot een vast punt, het brandpunt, gelijk is aan de afstand tot een vaste rechte, de richtlijn.
Als F en d respectievelijk het brandpunt en richtlijn van een parabool zijn, dan zijn de raaklijn en de normaal in een punt P van de parabool de bissectrices van de lijn PF en de loodlijn door P op d.

### Toepassing
Een bundel licht- of geluidsstralen evenwijdig aan de paraboolas komt samen in het brandpunt, waardoor de warmte daarvoor kan worden benut, zoals bij het opwekken van thermische zonne-energie gebeurt.

## Planeten
Planeten draaien volgens de wetten van Kepler in ellipsvormige banen rond de zon, die zich in een van de brandpunten bevindt. 